# USS Stevenson (DD-645)
Эскадренный миноносец «Стивенсон» (англ. USS Stevenson (DD-645)) — американский эсминец типа Gleaves.
Заложен на верфи Federal Shipbuilding, Kearny, Кирни 23 июля 1942 года. Спущен 11 ноября 1942 года, вступил в строй 15 декабря 1942 года.
Выведен в резерв 27 апреля 1946 года. Из ВМС США исключён 1 июня 1968 года.
Продан 2 июня 1970 года фирме «Portsmouth Salvage Co.» в Портсмут и разобран на слом.